# بلايني باردو
بلايني باردو (بالإنجليزية: Blaine Pardoe)‏ (6 نوفمبر 1962)؛ مؤرخ عسكري وروائي أمريكي.